# A mi világháborúnk
A mi világháborúnk (angolul: Our World War) egy 2014-es brit televíziós dráma-minisorozat, amely az első világháborúban szolgáló katonák beszámolóiból készült. A sorozat bemutatja, hogy a háború hogyan hatott az emberekre a csatatéren.

## Gyártás
A sorozat gyártásakor olyan modern filmkészítési technikákat is alkalmaztak, mint a testre rögzített kamerák, a csatajeleneteket felülről bemutató animációk és modern zenék, a közönség vonzása érdekében. Az első epizód egyes részeit a Chatham Dockyard-ban forgatták, amely a monsi brit főhadiszállásként szolgált.

## Epizódlista
| # | Cím                         | Rendező         | Író        | Premier            |
| --- | --------------------------- | --------------- | ---------- | ------------------ |
| 1. | Az első nap (The First Day) | Bruce Goodinson | Joe Barton | 2014. augusztus 7. |
| A háború kezdete után két héttel, a Királyi Lövészek negyedik zászlóalja felállítja a védelmet a belgiumi Mons városa körül. Arra számítanak, hogy másnap átjutnak a hidakon, de a német sereg már elérte a folyó túloldalát. |                             |                 |            |                    |

| # | Cím             | Rendező    | Író        | Premier             |
| --- | --------------- | ---------- | ---------- | ------------------- |
| 2. | Cimborák (Pals) | Ben Chanan | Joe Barton | 2014. augusztus 14. |
| Egy csoport Levenshulme-i irodai munkás csatlakozik a helyi "cimbora hadosztályhoz". Hamarosan a németek ellen küldik őket Somme-nál. Hónapokkal később Paddy Kennedy könyörög a tábori lelkésznek, hogy vegye ki a kivégzőosztagból, amelyben lelőné egy barátját, akit az útján szerzett. |                 |            |            |                     |

| # | Cím                         | Rendező         | Író        | Premier             |
| --- | --------------------------- | --------------- | ---------- | ------------------- |
| 3. | Harci gépezet (War Machine) | Bruce Goodinson | Joe Barton | 2014. augusztus 21. |
| A háború negyedik évében a britek harckocsikat állítanak szolgálatba a német határ mellett, hogy megtörjék a patthelyzetet. A fiatal Chas Rowland csatlakozik az egyik ilyen harckocsi legénységéhez, és felkészülnek az Amiens-i csatára. Az elkövetkező napok megterhelik a kezelőszemélyzetet, de Chas-nek mindenképpen haza kell juttatnia egy fontos levelet. |                             |                 |            |                     |

## Fogadtatás
Míg egyes nézők a zeneválasztást erőteljesnek és gyönyörűnek, mások azt gondolták, hogy elenyészővé teszi a témát.